# França nos Jogos Olímpicos de Inverno de 2018
A França participou dos Jogos Olímpicos de Inverno de 2018, realizados na cidade de Pyeongchang, na Coreia do Sul.
O país disputa as Olimpíadas de Inverno desde a primeira edição, em 1924 em Chamonix. Nesta edição contou com uma delegação de 107 atletas que competiram em onze esportes.

## Medalhas
| Atleta                                                                   | Esporte             | Evento                            | Medalha |
| ------------------------------------------------------------------------ | ------------------- | --------------------------------- | ------- |
| Perrine Laffont                                                          | Esqui estilo livre  | Moguls feminino                   | Ouro    |
| Martin Fourcade                                                          | Biatlo              | Perseguição masculino             | Ouro    |
| Pierre Vaultier                                                          | Snowboard           | Snowboard cross masculino         | Ouro    |
| Martin Fourcade                                                          | Biatlo              | Largada coletiva masculina        | Ouro    |
| Marie Dorin Habert Anaïs Bescond Simon Desthieux Martin Fourcade         | Biatlo              | Revezamento misto                 | Ouro    |
| Alexis Pinturault                                                        | Esqui alpino        | Combinado masculino               | Prata   |
| Julia Pereira de Sousa Mabileau                                          | Snowboard           | Snowboard cross feminino          | Prata   |
| Marie Martinod                                                           | Esqui estilo livre  | Halfpipe feminino                 | Prata   |
| Gabriella Papadakis Guillaume Cizeron                                    | Patinação artística | Dança no gelo                     | Prata   |
| Anaïs Bescond                                                            | Biatlo              | Perseguição feminino              | Bronze  |
| Victor Muffat-Jeandet                                                    | Esqui alpino        | Combinado masculino               | Bronze  |
| Alexis Pinturault                                                        | Esqui alpino        | Slalom gigante masculino          | Bronze  |
| Jean-Marc Gaillard Maurice Manificat Clément Parisse Adrien Backscheider | Esqui cross-country | Revezamento 4x10 km masculino     | Bronze  |
| Maurice Manificat Richard Jouve                                          | Esqui cross-country | Velocidade por equipes masculinas | Bronze  |
| Anaïs Chevalier Marie Dorin Habert Justine Braisaz Anaïs Bescond         | Biatlo              | Revezamento feminino              | Bronze  |

## Desempenho

### Biatlo
Feminino
| Atleta                                                           | Evento           | Tempo     | Penalidades | Pos.              |
| ---------------------------------------------------------------- | ---------------- | --------- | ----------- | ----------------- |
| Célia Aymonier                                                   | Individual       | 46:40.3   | 5 (2+1+0+2) | 48º               |
| Anaïs Bescond                                                    | Velocidade       | 22:20.8   | 2 (0+2)     | 19º               |
| Anaïs Bescond                                                    | Perseguição      | 31:04.9   | 1 (0+0+1+0) | Medalha de bronze |
| Anaïs Bescond                                                    | Individual       | 45:10.9   | 3 (2+0+1+0) | 31º               |
| Anaïs Bescond                                                    | Largada coletiva | 37:23.5   | 4 (1+0+2+1) | 17º               |
| Justine Braisaz                                                  | Velocidade       | 21:54.1   | 2 (1+1)     | 10º               |
| Justine Braisaz                                                  | Perseguição      | 34:08.0   | 7 (0+2+1+4) | 34º               |
| Justine Braisaz                                                  | Individual       | 46:57.2   | 5 (1+2+2+0) | 55º               |
| Justine Braisaz                                                  | Largada coletiva | 37:49.6   | 5 (0+1+3+1) | 20º               |
| Anaïs Chevalier                                                  | Velocidade       | 22:15.6   | 2 (1+1)     | 16º               |
| Anaïs Chevalier                                                  | Perseguição      | 33:28.0   | 5 (3+0+0+2) | 24º               |
| Anaïs Chevalier                                                  | Individual       | 45:01.9   | 3 (1+1+1+0) | 28º               |
| Anaïs Chevalier                                                  | Largada coletiva | 40:39.7   | 6 (2+3+1+0) | 29º               |
| Marie Dorin Habert                                               | Velocidade       | 21:39.3   | 1 (1+0)     | 4º                |
| Marie Dorin Habert                                               | Perseguição      | 33:37.8   | 7 (2+0+2+3) | 27º               |
| Marie Dorin Habert                                               | Largada coletiva | 36:20.9   | 2 (0+1+0+1) | 9º                |
| Anaïs Bescond Justine Braisaz Anaïs Chevalier Marie Dorin Habert | Revezamento      | 1:12:21.0 | 14 (6+8)    | Medalha de bronze |

Masculino
| Atleta                                                              | Evento           | Tempo     | Penalidades | Pos.            |
| ------------------------------------------------------------------- | ---------------- | --------- | ----------- | --------------- |
| Simon Desthieux                                                     | Velocidade       | 24:11.1   | 2 (2+0)     | 12º             |
| Simon Desthieux                                                     | Perseguição      | 33:55.4   | 3 (1+0+1+1) | 7º              |
| Simon Desthieux                                                     | Individual       | 51:03.6   | 4 (0+2+1+1) | 27º             |
| Simon Desthieux                                                     | Largada coletiva | 37:45.9   | 5 (1+2+2+0) | 22º             |
| Quentin Fillon Maillet                                              | Velocidade       | 25:28.1   | 4 (3+1)     | 48º             |
| Quentin Fillon Maillet                                              | Perseguição      | 37:57.2   | 7 (3+0+2+2) | 44º             |
| Quentin Fillon Maillet                                              | Largada coletiva | 38:57.5   | 7 (3+2+2+0) | 29º             |
| Martin Fourcade                                                     | Velocidade       | 24:00.9   | 3 (3+0)     | 8º              |
| Martin Fourcade                                                     | Perseguição      | 32:51.7   | 1 (1+0+0+0) | Medalha de ouro |
| Martin Fourcade                                                     | Individual       | 48:46.2   | 2 (0+0+0+2) | 5º              |
| Martin Fourcade                                                     | Largada coletiva | 35:47.3   | 2 (1+0+0+1) | Medalha de ouro |
| Antonin Guigonnat                                                   | Velocidade       | 24:37.5   | 3 (1+2)     | 27º             |
| Antonin Guigonnat                                                   | Perseguição      | 35:27.9   | 5 (2+1+0+2) | 19º             |
| Antonin Guigonnat                                                   | Individual       | 50:33.5   | 2 (0+2+0+0) | 23º             |
| Antonin Guigonnat                                                   | Largada coletiva | 37:15.3   | 5 (1+0+2+2) | 19º             |
| Émilien Jacquelin                                                   | Individual       | 55:26.1   | 7 (2+2+2+1) | 77º             |
| Simon Desthieux Martin Fourcade Antonin Guigonnat Émilien Jacquelin | Revezamento      | 1:18:43.1 | 15 (4+11)   | 5º              |

Misto
| Atleta                                                           | Evento      | Tempo     | Penalidades | Pos.            |
| ---------------------------------------------------------------- | ----------- | --------- | ----------- | --------------- |
| Anaïs Bescond Simon Desthieux Marie Dorin Habert Martin Fourcade | Revezamento | 1:08:34.3 | 4 (1+3)     | Medalha de ouro |

### Bobsleigh
Masculino
| Atleta                                                         | Evento  | Final     | Final     | Final     | Final     | Final   | Final |
| Atleta                                                         | Evento  | Descida 1 | Descida 2 | Descida 3 | Descida 4 | Total   | Pos.  |
| -------------------------------------------------------------- | ------- | --------- | --------- | --------- | --------- | ------- | ----- |
| Dorian Hauterville Romain Heinrich                             | Duplas  | 49.74     | 49.73     | 49.55     | 49.46     | 3:18.48 | 13º   |
| Vincent Castell Loïc Costerg Dorian Hauterville Vincent Ricard | Equipes | 49.09     | 49.36     | 49.19     | 49.92     | 3:17.56 | 11º   |

### Combinado nórdico
| Atleta                                                            | Evento                  | Salto de esqui | Salto de esqui | Salto de esqui | Cross-country | Cross-country | Total   | Total |
| Atleta                                                            | Evento                  | Distância      | Pontos         | Pos.           | Tempo         | Pos.          | Tempo   | Pos.  |
| ----------------------------------------------------------------- | ----------------------- | -------------- | -------------- | -------------- | ------------- | ------------- | ------- | ----- |
| François Braud                                                    | Individual pista normal | 101.5          | 108.6          | 12º            | 25:12.5       | 30º           | 26:40.5 | 15º   |
| François Braud                                                    | Individual pista longa  | 121.0          | 112.6          | 17º            | 23:39.6       | 12º           | 25:24.6 | 15º   |
| Antoine Gérard                                                    | Individual pista normal | 96.5           | 92.9           | 24º            | 25:05.8       | 26º           | 27:36.8 | 26º   |
| Antoine Gérard                                                    | Individual pista longa  | 108.0          | 85.5           | 36º            | 23:46.3       | 14º           | 27:20.3 | 32º   |
| Maxime Laheurte                                                   | Individual pista normal | 104.5          | 110.7          | 10º            | 24:54.5       | 21º           | 26:14.5 | 11º   |
| Maxime Laheurte                                                   | Individual pista longa  | 128.5          | 122.6          | 11º            | 24:17.8       | 27º           | 25:22.8 | 14º   |
| Jason Lamy-Chappuis                                               | Individual pista normal | 96.0           | 97.7           | 19º            | 25:36.9       | 35º           | 27:48.9 | 31º   |
| Jason Lamy-Chappuis                                               | Individual pista longa  | 118.5          | 94.9           | 31º            | 24:21.5       | 28º           | 27:17.5 | 30º   |
| François Braud Antoine Gérard Maxime Laheurte Jason Lamy-Chappuis | Equipes                 | 517.0          | 417.9          | 5º             | 47:28.0       | 6º            | 48:37.0 | 5º    |

### Esqui alpino
Feminino
| Atleta               | Evento         | Descida 1 | Descida 1 | Descida 2 | Descida 2 | Total   | Total |
| Atleta               | Evento         | Tempo     | Pos.      | Tempo     | Pos.      | Tempo   | Pos.  |
| -------------------- | -------------- | --------- | --------- | --------- | --------- | ------- | ----- |
| Adeline Baud Mugnier | Slalom gigante | 1:12.89   | 17º       | 1:11.04   | 26º       | 2:23.93 | 20º   |
| Adeline Baud Mugnier | Slalom         | 52.65     | 31º       | DNF       | DNF       | DNF     | DNF   |
| Taïna Barioz         | Slalom gigante | 1:13.54   | 23º       | 1:10.06   | 15º       | 2:23.60 | 19º   |
| Anne-Sophie Barthet  | Combinado      | DNS       | DNS       | DNS       | DNS       | DNS     | DNS   |
| Laura Gauché         | Downhill       |           |           |           |           | 1:42.29 | 22º   |
| Laura Gauché         | Combinado      | 1:42.15   | 11º       | 42.64     | 12º       | 2:24.79 | 12º   |
| Tiffany Gauthier     | Downhill       |           |           |           |           | 1:41.04 | 13º   |
| Tiffany Gauthier     | Super-G        |           |           |           |           | 1:22.56 | 22º   |
| Romane Miradoli      | Downhill       |           |           |           |           | 1:41.64 | 18º   |
| Romane Miradoli      | Super-G        |           |           |           |           | 1:22.36 | 19º   |
| Romane Miradoli      | Combinado      | 1:41.83   | 9º        | DNF       | DNF       | DNF     | DNF   |
| Nastasia Noens       | Slalom         | 51.84     | 23º       | 50.44     | 13º       | 1:42.28 | 20º   |
| Jennifer Piot        | Downhill       |           |           |           |           | 1:41.17 | 16º   |
| Jennifer Piot        | Super-G        |           |           |           |           | 1:22.38 | 20º   |
| Tessa Worley         | Super-G        |           |           |           |           | 1:23.54 | 28º   |
| Tessa Worley         | Slalom gigante | 1:12.06   | 14º       | 1:09.00   | 2º        | 2:21.06 | 7º    |

Masculino
| Atleta                   | Evento         | Descida 1 | Descida 1 | Descida 2 | Descida 2 | Total   | Total             |
| Atleta                   | Evento         | Tempo     | Pos.      | Tempo     | Pos.      | Tempo   | Pos.              |
| ------------------------ | -------------- | --------- | --------- | --------- | --------- | ------- | ----------------- |
| Johan Clarey             | Downhill       |           |           |           |           | 1:42.39 | 18º               |
| Mathieu Faivre           | Slalom gigante | 1:09.06   | 5º        | 1:10.93   | 20º       | 2:19.99 | 7º                |
| Thomas Fanara            | Slalom gigante | 1:09.22   | 6º        | 1:10.61   | 16º       | 2:19.83 | 5º                |
| Blaise Giezendanner      | Super-G        |           |           |           |           | 1:24.82 | 4º                |
| Jean-Baptiste Grange     | Slalom         | DNF       | DNF       | DNF       | DNF       | DNF     | DNF               |
| Thomas Mermillod-Blondin | Combinado      | 1:20.89   | 17º       | 47.13     | 6º        | 2:08.02 | 6º                |
| Victor Muffat-Jeandet    | Combinado      | 1:21.57   | 29º       | 45.97     | 2º        | 2:07.54 | Medalha de bronze |
| Victor Muffat-Jeandet    | Slalom gigante | 1:09.44   | 8º        | 1:10.41   | 10º       | 2:19.85 | 6º                |
| Victor Muffat-Jeandet    | Slalom         | 48.54     | 6º        | 51.18     | 11º       | 1:39.72 | 5º                |
| Maxence Muzaton          | Downhill       |           |           |           |           | 1:42.96 | =23º              |
| Maxence Muzaton          | Super-G        |           |           |           |           | 1:26.08 | 18º               |
| Maxence Muzaton          | Combinado      | 1:20.58   | 14º       | DNF       | DNF       | DNF     | DNF               |
| Clément Noël             | Slalom         | 48.58     | 7º        | 51.12     | 10º       | 1:39.70 | 4º                |
| Alexis Pinturault        | Combinado      | 1:20.28   | 10º       | 46.47     | 3º        | 2:06.75 | Medalha de prata  |
| Alexis Pinturault        | Slalom gigante | 1:08.90   | 2º        | 1:10.45   | 12º       | 2:19.35 | Medalha de bronze |
| Alexis Pinturault        | Slalom         | 48.34     | 3º        | 51.41     | 14º       | 1:39.75 | 6º                |
| Brice Roger              | Downhill       |           |           |           |           | 1:41.39 | 8º                |
| Brice Roger              | Super-G        |           |           |           |           | 1:26.10 | 19º               |
| Adrien Théaux            | Downhill       |           |           |           |           | 1:42.99 | 26º               |
| Adrien Théaux            | Super-G        |           |           |           |           | 1:25.76 | 15º               |

Misto
| Atleta                                                                                          | Evento  | Oitavas                | Quartas                | Semifinal              | Final                                  | Final |
| Atleta                                                                                          | Evento  | Adversário e resultado | Adversário e resultado | Adversário e resultado | Adversário e resultado                 | Pos.  |
| ----------------------------------------------------------------------------------------------- | ------- | ---------------------- | ---------------------- | ---------------------- | -------------------------------------- | ----- |
| Julien Lizeroux Clément Noël Alexis Pinturault Adeline Baud Mugnier Nastasia Noens Tessa Worley | Equipes | CAN Canadá V 2*–2      | ITA Itália V 3–1       | SUI Suíça D 1–3        | Disputa pelo bronze NOR Noruega D 2–2* | 4º    |

### Esqui cross-country
Feminino
| Atleta                                                         | Evento                 | Qualificatória   | Qualificatória | Quartas       | Quartas     | Semifinal   | Semifinal   | Final       | Final       |
| Atleta                                                         | Evento                 | Tempo            | Pos.           | Tempo         | Pos.        | Tempo       | Pos.        | Tempo       | Pos.        |
| -------------------------------------------------------------- | ---------------------- | ---------------- | -------------- | ------------- | ----------- | ----------- | ----------- | ----------- | ----------- |
| Delphine Claudel                                               | 10 km livre            |                  |                |               |             |             |             | 28:58.9     | 57º         |
| Anouk Faivre-Picon                                             | 10 km livre            |                  |                |               |             |             |             | 27:42.8     | 35º         |
| Anouk Faivre-Picon                                             | 15 km skiathlon        | Clássico 21:45.5 | 20º            | Livre 19:47.3 | 13º         |             |             | 42:03.8     | 13º         |
| Coraline Hugue                                                 | 10 km livre            |                  |                |               |             |             |             | 26:37.9     | 14º         |
| Coraline Hugue                                                 | 15 km skiathlon        | Clássico 23:43.8 | 49º            | Livre 19:41.2 | 11º         |             |             | 43:56.2     | 29º         |
| Aurore Jéan                                                    | 10 km livre            |                  |                |               |             |             |             | 27:12.6     | 22º         |
| Aurore Jéan                                                    | 15 km skiathlon        | Clássico 22:20.6 | 26º            | Livre 20:05.6 | 19º         |             |             | 43:00.8     | 23º         |
| Aurore Jéan                                                    | Velocidade individual  | 3:32.45          | 46º            | Não avançou   | Não avançou | Não avançou | Não avançou | Não avançou | Não avançou |
| Coraline Hugue Aurore Jéan                                     | Velocidade por equipes |                  |                |               |             | 16:40.40    | 6º q        | 16:32.49    | 8º          |
| Delphine Claudel Anouk Faivre-Picon Coraline Hugue Aurore Jéan | Revezamento 4x5 km     |                  |                |               |             |             |             | 55:50.2     | 12º         |

Masculino
| Atleta                                                                   | Evento                 | Qualificatória   | Qualificatória | Quartas       | Quartas | Semifinal   | Semifinal   | Final       | Final             |
| Atleta                                                                   | Evento                 | Tempo            | Pos.           | Tempo         | Pos.    | Tempo       | Pos.        | Tempo       | Pos.              |
| ------------------------------------------------------------------------ | ---------------------- | ---------------- | -------------- | ------------- | ------- | ----------- | ----------- | ----------- | ----------------- |
| Adrien Backscheider                                                      | 15 km livre            |                  |                |               |         |             |             | 35:12.0     | 17º               |
| Lucas Chanavat                                                           | Velocidade individual  | 3:15.95          | 18º Q          | 3:18.25       | 5º      | Não avançou | Não avançou | Não avançou | Não avançou       |
| Jean-Marc Gaillard                                                       | 15 km livre            |                  |                |               |         |             |             | 35:35.2     | 23º               |
| Jean-Marc Gaillard                                                       | 30 km skiathlon        | Clássico 40:32.6 | 6º             | Livre 37:49.1 | 38º     |             |             | 1:18:48.5   | 28º               |
| Jean-Marc Gaillard                                                       | 50 km clássico         |                  |                |               |         |             |             | 2:14:31.4   | 18º               |
| Baptiste Gros                                                            | Velocidade individual  | 3:16.27          | 20º Q          | 3:18.62       | 2º Q    | 3:27.44     | 6º          | Não avançou | Não avançou       |
| Richard Jouve                                                            | Velocidade individual  | 3:17.69          | 29º Q          | 3:12.40       | 3º      | Não avançou | Não avançou | Não avançou | Não avançou       |
| Jules Lapierre                                                           | 30 km skiathlon        | Clássico 41:13.0 | 24º            | Livre 35:33.2 | 8º      |             |             | 1:17:19.1   | 15º               |
| Maurice Manificat                                                        | 15 km livre            |                  |                |               |         |             |             | 34:10.9     | 5º                |
| Maurice Manificat                                                        | 30 km skiathlon        | Clássico 40:33.6 | 8º             | Livre 35:30.6 | 6º      |             |             | 1:16:34.2   | 5º                |
| Clément Parisse                                                          | 15 km livre            |                  |                |               |         |             |             | 35:39.0     | 26º               |
| Clément Parisse                                                          | 30 km skiathlon        | Clássico 40:48.9 | 17º            | Livre 35:51.7 | 13º     |             |             | 1:17:08.6   | 13º               |
| Clément Parisse                                                          | 50 km clássico         |                  |                |               |         |             |             | 2:17:25.4   | 24º               |
| Richard Jouve Maurice Manificat                                          | Velocidade por equipes |                  |                |               |         | 16:04.45    | 2º Q        | 15:58.28    | Medalha de bronze |
| Adrien Backscheider Jean-Marc Gaillard Maurice Manificat Clément Parisse | Revezamento 4x10 km    |                  |                |               |         |             |             | 1:33:41.8   | Medalha de bronze |

### Esqui estilo livre
Halfpipe
| Atleta         | Evento    | Qualificação | Qualificação | Qualificação | Qualificação | Final     | Final     | Final     | Final  | Final            |
| Atleta         | Evento    | Descida 1    | Descida 2    | Melhor       | Pos.         | Descida 1 | Descida 2 | Descida 3 | Melhor | Pos.             |
| -------------- | --------- | ------------ | ------------ | ------------ | ------------ | --------- | --------- | --------- | ------ | ---------------- |
| Anaïs Caradeux | Feminino  | 25.00        | 72.80        | 72.80        | 12º Q        | DNS       | DNS       | DNS       | DNS    | DNS              |
| Marie Martinod | Feminino  | 91.60        | 92.00        | 92.00        | 2º Q         | 92.20     | 92.60     | 23.20     | 92.60  | Medalha de prata |
| Thomas Krief   | Masculino | 74.40        | 25.80        | 74.40        | 10º Q        | 9.80      | DNS       | DNS       | 9.80   | 10º              |
| Kevin Rolland  | Masculino | 87.80        | 37.80        | 87.80        | 6º Q         | 6.40      | 6.40      | 5.60      | 6.40   | 11º              |

Moguls
| Camille Cabrol   | Feminino  | 31.96 | 68.89 | 16º   | DNF   | 68.89 | 12º  | Não avançou | Não avançou | Não avançou | Não avançou | Não avançou | Não avançou | Não avançou | Não avançou | Não avançou     |
| Perrine Laffont  | Feminino  | 28.87 | 79.72 | 1º Q  | Bye   | Bye   | Bye  | 29.33       | 75.76       | 6º Q        | 29.78       | 77.86       | 3º Q        | 29.36       | 78.65       | Medalha de ouro |
| Anthony Benna    | Masculino | 25.48 | 76.28 | 12º   | 25.45 | 60.30 | 6º Q | 24.85       | 76.43       | 13º         | Não avançou | Não avançou | Não avançou | Não avançou | Não avançou | Não avançou     |
| Benjamin Cavet   | Masculino | 26.40 | 72.74 | 21º   | 25.42 | 71.03 | 15º  | Não avançou | Não avançou | Não avançou | Não avançou | Não avançou | Não avançou | Não avançou | Não avançou | Não avançou     |
| Sacha Theocharis | Masculino | 24.89 | 76.55 | 10º Q | Bye   | Bye   | Bye  | 23.97       | 77.09       | 12º Q       | 25.40       | 34.49       | 9º          | Não avançou | Não avançou | Não avançou     |

Ski cross
| Atleta                   | Evento    | Ranqueamento | Ranqueamento | Oitavas | Quartas     | Semifinal   | Final       | Final       |
| Atleta                   | Evento    | Tempo        | Pos.         | Posição | Posição     | Posição     | Posição     | Pos.        |
| ------------------------ | --------- | ------------ | ------------ | ------- | ----------- | ----------- | ----------- | ----------- |
| Alizée Baron             | Feminino  | 1:14.11      | 6º           | 1º Q    | 2º Q        | DNF QB      | 1º          | 5º          |
| Marielle Berger Sabbatel | Feminino  | 1:15.60      | 12º          | 2º Q    | 3º          | Não avançou | Não avançou | Não avançou |
| Arnaud Bovolenta         | Masculino | 1:10.12      | 14º          | 2º Q    | 2º Q        | 3º QB       | 2º          | 6º          |
| Jean-Frédéric Chapuis    | Masculino | 1:09.84      | 7º           | 2º Q    | 4º          | Não avançou | Não avançou | Não avançou |
| François Place           | Masculino | 1:10.26      | 18º          | 1º Q    | 3º          | Não avançou | Não avançou | Não avançou |
| Terence Tchiknavorian    | Masculino | 1:10.41      | 24º          | DNF     | Não avançou | Não avançou | Não avançou | Não avançou |

Slopestyle
| Atleta           | Evento    | Qualificação | Qualificação | Qualificação | Qualificação | Final       | Final       | Final       | Final       | Final       |
| Atleta           | Evento    | Descida 1    | Descida 2    | Melhor       | Pos.         | Descida 1   | Descida 2   | Descida 3   | Melhor      | Pos.        |
| ---------------- | --------- | ------------ | ------------ | ------------ | ------------ | ----------- | ----------- | ----------- | ----------- | ----------- |
| Lou Barin        | Feminino  | 50.60        | 38.40        | 50.60        | 19º          | Não avançou | Não avançou | Não avançou | Não avançou | Não avançou |
| Tess Ledeux      | Feminino  | 69.40        | 28.40        | 69.40        | 15º          | Não avançou | Não avançou | Não avançou | Não avançou | Não avançou |
| Antoine Adelisse | Masculino | 10.00        | 17.60        | 17.60        | 30º          | Não avançou | Não avançou | Não avançou | Não avançou | Não avançou |
| Benoit Buratti   | Masculino | 67.00        | 62.00        | 67.00        | 21º          | Não avançou | Não avançou | Não avançou | Não avançou | Não avançou |

### Patinação artística
| Atleta                                | Evento               | Programa curto | Programa curto | Programa livre | Programa livre | Total       | Total            |
| Atleta                                | Evento               | Pontos         | Pos.           | Pontos         | Pos.           | Pontos      | Pos.             |
| ------------------------------------- | -------------------- | -------------- | -------------- | -------------- | -------------- | ----------- | ---------------- |
| Maé-Bérénice Méité                    | Individual feminino  | 53.67          | 22º            | 106.25         | 18º            | 159.92      | 19º              |
| Chafik Besseghier                     | Individual masculino | 72.10          | 26º            | Não avançou    | Não avançou    | Não avançou | Não avançou      |
| Vanessa James Morgan Ciprès           | Duplas               | 75.34          | 6º             | 143.19         | 5º             | 218.53      | 5º               |
| Gabriella Papadakis Guillaume Cizeron | Dança no gelo        | 81.93          | 2º             | 123.35         | 1º             | 205.28      | Medalha de prata |
| Marie-Jade Lauriault Romain Le Gac    | Dança no gelo        | 59.97          | 18º            | 89.62          | 17º            | 149.59      | 17º              |

Equipes
| Atletas | Evento  | Programa curto     | Programa curto     | Programa curto     | Programa curto     | Programa curto | Programa curto | Programa livre     | Programa livre     | Programa livre     | Programa livre     | Programa livre | Programa livre |
| Atletas | Evento  | Masculino          | Feminino           | Duplas             | Dança no gelo      | Total          | Total          | Masculino          | Feminino           | Duplas             | Dança no gelo      | Total          | Total          |
| Atletas | Evento  | Pontos Pts. equipe | Pontos Pts. equipe | Pontos Pts. equipe | Pontos Pts. equipe | Pontos         | Pos.           | Pontos Pts. equipe | Pontos Pts. equipe | Pontos Pts. equipe | Pontos Pts. equipe | Pontos         | Pos.           |
| --- | ------- | ------------------ | ------------------ | ------------------ | ------------------ | -------------- | -------------- | ------------------ | ------------------ | ------------------ | ------------------ | -------------- | -------------- |
| Chafik Besseghier (M) Maé-Bérénice Méité (F) Vanessa James / Morgan Ciprès (D) Marie-Jade Lauriault / Romain Le Gac (G) | Equipes | 61.06 1            | 46.62 2            | 68.49 5            | 57.94 5            | 13             | 8º             | Não avançou        | Não avançou        | Não avançou        | Não avançou        | Não avançou    | Não avançou    |

### Patinação de velocidade
Masculino
| Atleta        | Evento | Final   | Final |
| Atleta        | Evento | Tempo   | Pos.  |
| ------------- | ------ | ------- | ----- |
| Alexis Contin | 1500 m | 1:47.33 | 22º   |
| Alexis Contin | 5000 m | 6:18.13 | 11º   |

Largada coletiva
| Atleta        | Evento    | Semifinal | Semifinal | Semifinal | Final  | Final   | Final |
| Atleta        | Evento    | Pontos    | Tempo     | Pos.      | Pontos | Tempo   | Pos.  |
| ------------- | --------- | --------- | --------- | --------- | ------ | ------- | ----- |
| Alexis Contin | Masculino | 3         | 8:28.70   | 8º        | 0      | 7:45.64 | 10º   |

### Patinação de velocidade em pista curta
Feminino
| Atleta            | Evento | Preliminar | Preliminar | Quartas     | Quartas     | Semifinal   | Semifinal   | Final       | Final       |
| Atleta            | Evento | Tempo      | Pos.       | Tempo       | Pos.        | Tempo       | Pos.        | Tempo       | Pos.        |
| ----------------- | ------ | ---------- | ---------- | ----------- | ----------- | ----------- | ----------- | ----------- | ----------- |
| Véronique Pierron | 500 m  | 43.148     | 4º         | Não avançou | Não avançou | Não avançou | Não avançou | Não avançou | Não avançou |
| Véronique Pierron | 1000 m | 1:35.299   | 2º Q       | 1:30.323    | 4º          | Não avançou | Não avançou | Não avançou | Não avançou |
| Véronique Pierron | 1500 m | 2:22.119   | 3º Q       |             |             | 2:28.023    | 5º          | Não avançou | Não avançou |

Masculino
| Atleta               | Evento | Preliminar | Preliminar | Quartas     | Quartas     | Semifinal   | Semifinal   | Final       | Final       |
| Atleta               | Evento | Tempo      | Pos.       | Tempo       | Pos.        | Tempo       | Pos.        | Tempo       | Pos.        |
| -------------------- | ------ | ---------- | ---------- | ----------- | ----------- | ----------- | ----------- | ----------- | ----------- |
| Thibaut Fauconnet    | 500 m  | 1:04.756   | 4º         | Não avançou | Não avançou | Não avançou | Não avançou | Não avançou | Não avançou |
| Thibaut Fauconnet    | 1000 m | 1:24.381   | 2º Q       | 1:24.344    | 3º          | Não avançou | Não avançou | Não avançou | Não avançou |
| Thibaut Fauconnet    | 1500 m | 2:15.768   | 2º Q       |             |             | 2:12.049    | 2º QA       | 2:53.150    | 7º          |
| Sébastien Lepape     | 500 m  | 40.900     | 3º         | Não avançou | Não avançou | Não avançou | Não avançou | Não avançou | Não avançou |
| Sébastien Lepape     | 1000 m | 1:23.489   | 3º         | Não avançou | Não avançou | Não avançou | Não avançou | Não avançou | Não avançou |
| Sébastien Lepape     | 1500 m | 2:13.965   | 2º Q       |             |             | 2:11.967    | 5º          | Não avançou | Não avançou |
| Tifany Huot-Marchand | 500 m  | 44.659     | 3º         | Não avançou | Não avançou | Não avançou | Não avançou | Não avançou | Não avançou |
| Tifany Huot-Marchand | 1500 m | 2:29.996   | 4º         |             |             | Não avançou | Não avançou | Não avançou | Não avançou |

### Salto de esqui
Feminino
| Atleta       | Evento                  | 1ª rodada | 1ª rodada | 1ª rodada | Final     | Final  | Final | Total  | Total |
| Atleta       | Evento                  | Distância | Pontos    | Pos.      | Distância | Pontos | Pos.  | Pontos | Pos.  |
| ------------ | ----------------------- | --------- | --------- | --------- | --------- | ------ | ----- | ------ | ----- |
| Léa Lemare   | Pista normal individual | 74.5      | 62.3      | 29º       | 93.5      | 84.5   | 19º   | 146.8  | 28º   |
| Lucile Morat | Pista normal individual | 86.5      | 79.7      | 19º       | 86.5      | 75.1   | 27º   | 154.8  | 21º   |

Masculino
| Atleta                   | Evento                  | Qualificação | Qualificação | Qualificação | 1ª rodada | 1ª rodada | 1ª rodada | Final       | Final       | Final       | Total       | Total       |
| Atleta                   | Evento                  | Distância    | Pontos       | Pos.         | Distância | Pontos    | Pos.      | Distância   | Pontos      | Pos.        | Pontos      | Pos.        |
| ------------------------ | ----------------------- | ------------ | ------------ | ------------ | --------- | --------- | --------- | ----------- | ----------- | ----------- | ----------- | ----------- |
| Jonathan Learoyd         | Pista normal individual | 94.5         | 106.7        | 30º Q        | 98.5      | 104.1     | 25º Q     | 100.5       | 103.8       | 21º         | 207.9       | 27º         |
| Jonathan Learoyd         | Pista longa por equipes | 124.0        | 92.1         | 34º Q        | 119.5     | 100.1     | 41º       | Não avançou | Não avançou | Não avançou | Não avançou | Não avançou |
| Vincent Descombes Sevoie | Pista normal individual | 86.5         | 92.1         | 44º          | 90.0      | 82.4      | 43º       | Não avançou | Não avançou | Não avançou | Não avançou | Não avançou |
| Vincent Descombes Sevoie | Pista longa por equipes | 114.0        | 69.9         | 48º Q        | 105.0     | 75.9      | 50º       | Não avançou | Não avançou | Não avançou | Não avançou | Não avançou |

### Snowboard
Livre
| Atleta           | Evento              | Qualificatória | Qualificatória | Qualificatória | Qualificatória | Final       | Final       | Final       | Final       | Final       |
| Atleta           | Evento              | Descida 1      | Descida 2      | Melhor         | Pos.           | Descida 1   | Descida 2   | Descida 3   | Melhor      | Pos.        |
| ---------------- | ------------------- | -------------- | -------------- | -------------- | -------------- | ----------- | ----------- | ----------- | ----------- | ----------- |
| Lucile Lefevre   | Slopestyle feminino | Cancelado      | Cancelado      | Cancelado      | Cancelado      | 28.35       | 17.31       | CAN         | 28.35       | 25º         |
| Clémence Grimal  | Halfpipe feminino   | 14.25          | 13.00          | 14.25          | 24º            | Não avançou | Não avançou | Não avançou | Não avançou | Não avançou |
| Sophie Rodriguez | Halfpipe feminino   | 65.00          | 13.50          | 65.00          | 9º Q           | 50.50       | 14.75       | 13.75       | 50.50       | 10º         |
| Mirabelle Thovex | Halfpipe feminino   | 62.25          | 64.25          | 64.25          | 10º Q          | 59.50       | 30.25       | 63.00       | 63.00       | 9º          |

Slalom gigante paralelo
| Atleta         | Evento    | Preliminar | Preliminar | Oitavas                    | Quartas                | Semifinal              | Final                                    | Final |
| Atleta         | Evento    | Tempo      | Pos.       | Posição                    | Posição                | Posição                | Posição                                  | Pos.  |
| -------------- | --------- | ---------- | ---------- | -------------------------- | ---------------------- | ---------------------- | ---------------------------------------- | ----- |
| Sylvain Dufour | Masculino | 1:25.27    | 4º         | POL O. Kwiatkowski V –0.10 | ITA E. Coratti V –0.19 | SUI N. Galmarini D DNF | Disputa pelo bronze SLO Ž. Košir D +1.49 | 4º    |

Snowboard cross
| Atleta                          | Evento    | Ranqueamento | Ranqueamento | Ranqueamento | Ranqueamento | Ranqueamento | Ranqueamento | Oitavas | Quartas | Semifinal   | Final       | Final            |
| Atleta                          | Evento    | Descida 1    | Descida 1    | Descida 2    | Descida 2    | Melhor       | Pos.         | Oitavas | Quartas | Semifinal   | Final       | Final            |
| Atleta                          | Evento    | Tempo        | Pos.         | Tempo        | Pos.         | Melhor       | Pos.         | Posição | Posição | Posição     | Posição     | Pos.             |
| ------------------------------- | --------- | ------------ | ------------ | ------------ | ------------ | ------------ | ------------ | ------- | ------- | ----------- | ----------- | ---------------- |
| Charlotte Bankes                | Feminino  | 1:18.18      | 5º           | Bye          | Bye          | 1:18.18      | 5º           |         | 3º Q    | DNF QB      | 1º          | 7º               |
| Nelly Moenne-Loccoz             | Feminino  | 1:20.23      | 8º           | Bye          | Bye          | 1:20.23      | 8º           |         | 3º Q    | 5º QB       | 4º          | 10º              |
| Julia Pereira de Sousa Mabileau | Feminino  | 1:21.72      | 18º          | 1:20.17      | 3º           | 1:20.17      | 15º          |         | 2º Q    | 2º QA       | 2º          | Medalha de prata |
| Chloé Trespeuch                 | Feminino  | 1:18.51      | 6º           | Bye          | Bye          | 1:18.51      | 6º           |         | 1º Q    | 2º QA       | 5º          | 5º               |
| Loan Bozzolo                    | Masculino | 1:16.15      | 31º          | 1:16.11      | =8º          | 1:16.11      | 35º          | 3º Q    | DNF     | Não avançou | Não avançou | Não avançou      |
| Merlin Surget                   | Masculino | 1:13.82      | 5º           | Bye          | Bye          | 1:13.82      | 5º           | 3º Q    | DNF     | Não avançou | Não avançou | Não avançou      |
| Pierre Vaultier                 | Masculino | 1:13.14      | 1º           | Bye          | Bye          | 1:13.14      | 1º           | 2º Q    | 1º Q    | 3º QA       | 1º          | Medalha de ouro  |
| Ken Vuagnoux                    | Masculino | 1:14.29      | 10º          | Bye          | Bye          | 1:14.29      | 10º          | 2º Q    | DNF     | Não avançou | Não avançou | Não avançou      |

Legenda
| Recorde mundial      | Recorde mundial (World record)               |                       | Recorde africano                      | Recorde africano (African) |                                           | Q | Classificado por posição (Qualified) |
| Recorde olímpico     | Recorde olímpico (Olympic record)            | Recorde da América    | Recorde da América (Americas)         | q                          | Classificado por melhor tempo (Qualified) |   |                                      |
| Melhor marca do ano  | Melhor marca do ano (World leading)          | Recorde asiático      | Recorde asiático (Asian)              | DNS                        | Não largou (Did not start)                |   |                                      |
| Recorde nacional     | Recorde nacional (National record)           | Recorde europeu       | Recorde europeu (European)            | DNF                        | Não terminou (Did not finish)             |   |                                      |
| Recorde pessoal      | Recorde pessoal do atleta (Personal best)    | Recorde da Oceania    | Recorde da Oceania (Oceania)          | DSQ / DQ                   | Desclassificado (Disqualified)            |   |                                      |
| Recorde da temporada | Recorde da temporada do atleta (Season best) | Recorde sul-americano | Recorde sul-americano (South America) | NM                         | Sem marca (No mark)                       |   |                                      |

### Patinação de velocidade
| Recorde de pista | Recorde da pista (Track record)               |  |  |
| QA               | Classificado para a final A                   |  |  |
| QB               | Classificado para a final B                   |  |  |
| ADV              | Classificado após decisão arbitral (Advanced) |  |  |
| PEN              | Pênalti                                       |  |  |
| YC               | Cartão amarelo (Yellow Card)                  |  |  |